# متحف أوساكا للعلوم

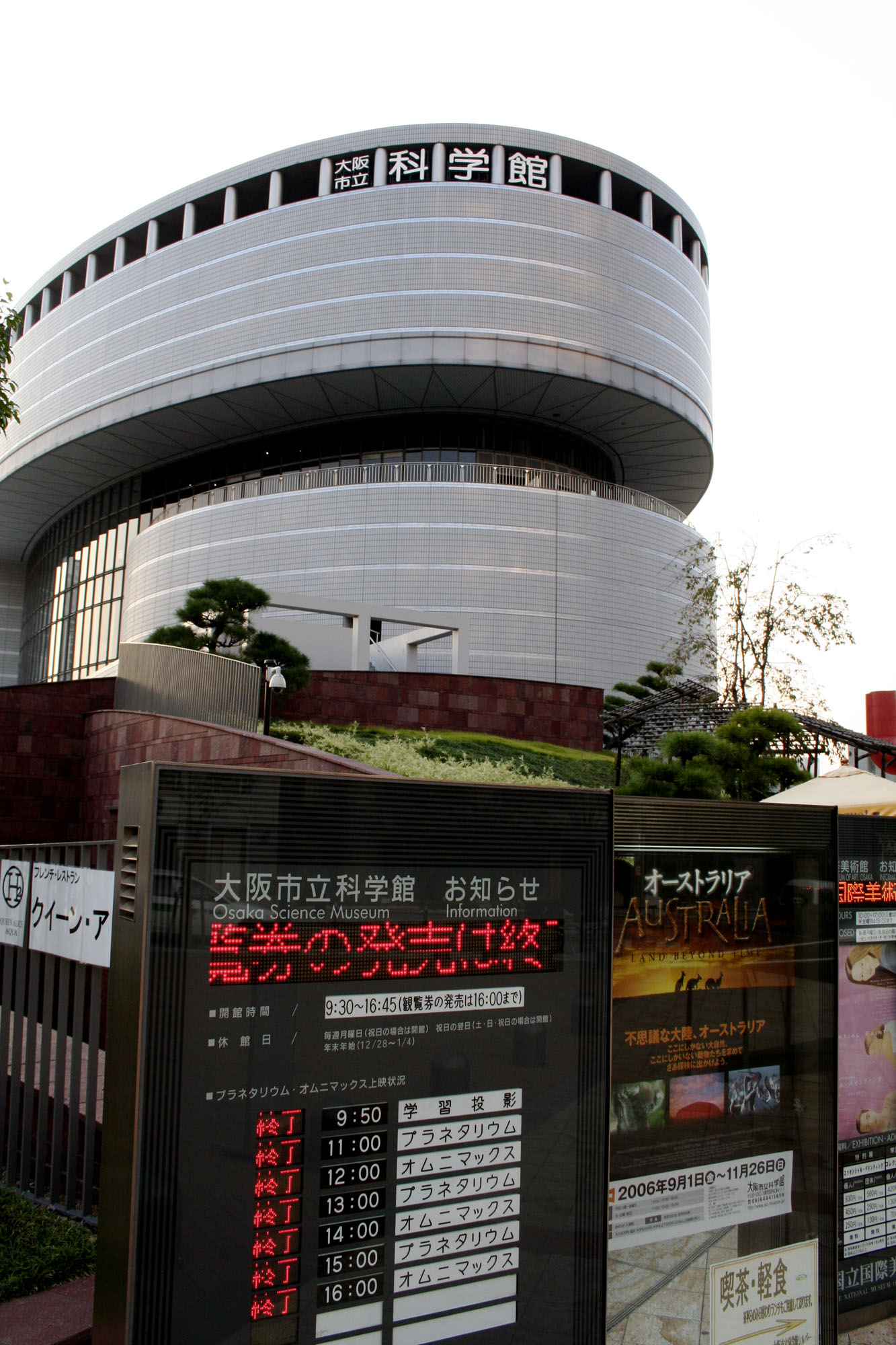
المتحف من الخارج

المتحف من الداخل

متحف أوساكا للعلوم وهو متحف للعلوم ويقع في مدينة ناكا-أوساكا- اليابان ويقع بين نهري دوجيما وتوسابوري.
تم افتتاح المعرض في عام1989 م.و قد تم إنشاء المتحف للذكرى المائة لمدينةأوساكا.
وتم بناؤه عن طريق التبرعات والتي قدرت بحوالى 6.5 مليارات من جانب كانساي الكتريك وكان موضوع المتحف الكون والطاقة وقد أطلق عليه هذا الاسم بسبب المدينة التي يقع فيها وهي مدينة أوساكا.
وهو وضع قبل القبة السماوية التي موجوده في اليابان.
يتكون المتحف من اربع طوابق أساسها العلوم العارضة، ويضم أيضاً مجموعة من الاشياء القيمة مثل:
- نموذج للقبة السماوية في اليابان
- أجهزة القياس التي استخدمة قبل الحرب على اليابان
- المواد المتعلقة باول مختبر في اليابان

## تاريخ بناء المتحف
- تم تأسيسه وافتتاحه عام 1989.
- صمم من قبل شركة تاكيناكا.
- مجموع المساحة الأرضية - 8,920.79 متر مربع.

## المسؤولون عن المتحف
- تاداو ناكانو أول منسق للمتحف والسابق في جامعة أوساكا.
- تاكاهاشي وهو المنسق الحالي أو المدير الحالي للمتحف وهو أيضاً أستاذ سابق في جامعة أوساكا.

## ساعات العمل
متحف العلوم الرسمية بعد ساعات من العملية 9:30 حى 4:45 ويكون مغلق يوم الاثنين، ولكن يسمح للزيارة في العطلة الوطنية كما أنه يكون مغلق للصيانة في 28 ديسمبر و 4 يناير.